# Tabidachi no Hi ni
"Tabidachi no Hi ni" (旅立ちの日に, lit. "No Dia da Partida") é o terceiro single lançado pelo grupo idol Japonês Sakura Gakuin. Ele foi lançado no Japão dia 15 de fevereiro de 2012.

## Faixas
O single foi lançado em duas edições: uma Regular (CD) e uma Limitada (CD+DVD).
| CD (acompanha ambas as edições) |                                                        |         |  |
| N.º                             | Título                                                 | Duração |  |
| 1.                              | "Tabidachi no Hi ni" (旅立ちの日に; No Dia da Partida) | 3:38    |  |
| 2.                              | "Tabidachi no Hi ni ~J-MIX~"                           | 3:45    |  |
| 3.                              | "Planet Episode 008"                                   | 5:10    |  |
| 4.                              | "Tabidachi no Hi ni (Instrumental)"                    | 3:38    |  |
| 5.                              | "Tabidachi no Hi ni ~J-MIX~ (Instrumental)"            | 3:45    |  |
| 6.                              | "Planet Episode 008 (Instrumental)"                    | 5:10    |  |

| DVD (edição limitada) |                                        |         |  |
| N.º                   | Título                                 | Duração |  |
| 1.                    | "Tabidachi no Hi ni PV" (旅立ちの日に) | 3:38    |  |
| 2.                    | "Tabidachi no Hi ni ~J-MIX~ PV"        | 3:45    |  |

## Desempenho nas paradas musicais
| Tabela                              | Melhor posição |
| ----------------------------------- | -------------- |
| Japão (Oricon Weekly Singles Chart) | 14             |
| Japão (Billboard Japan Hot 100)     | 93             |